# Brandon Triche
Brandon Triche, né le 21 février 1991 à Syracuse dans l'État de New York, est un joueur américain de basket-ball.